# Yukarıçığılgan, Karayazı
Yukarıçığılgan là một xã thuộc huyện Karayazı, tỉnh Erzurum, Thổ Nhĩ Kỳ. Dân số thời điểm năm 2011 là 358 người.